# Зелений Бор (Туринський міський округ)
Зеле́ний Бор (рос. Зелёный Бор) — село у складі Туринського міського округу Свердловської області.
Населення — 31 особа (2010, 101 у 2002).
Національний склад населення станом на 2002 рік: росіяни — 100 %.